# Lectavis bretincola
Lectavis bretincola — викопний птах підкласу Enantiornithes. Відомий з пізньої крейди (маастріхт, 70,6 —65,5 млн років тому). Скам'янілості знайдені на території Аргентини.
Відомий лише по кількох скам'янілих кістках однієї особини. Найкраще збереглись гомілка (16 см) і стегно (10 см). Отже Lectavis були розміром з кроншнепа. Його середовищем існування була багата рослинністю прибережна зона озер і малих річок (Chiappe 1993), і він можливо являє собою випадок паралельної еволюції з куликами та аналогічними навколоводними формами.
Це був досить просунутий вид енанціорносових і, можливо, досить тісно пов'язаний з Enantiornis і Avisaurus, але скоріше ближчий до інших Euenantiornithes (Sanz і співавт. , 1995). Його точні відносини з більшістю енанціорнісових птахів, проте залишаються невирішеними.